# Diaspidiotus spiraspinae
Diaspidiotus spiraspinae är en insektsart som beskrevs av Sadao Takagi 1956. Diaspidiotus spiraspinae ingår i släktet Diaspidiotus och familjen pansarsköldlöss. Inga underarter finns listade i Catalogue of Life.